# Ultimate Wizard
Ultimate Wizard is een computerspel dat werd ontwikkeld door Progressive Peripherals & Software en uitgegeven door Electronic Arts. Het spel kwam in 1986 op de markt voor de Commodore 64. De speler speelt in dit platformspel Ultimate Wizard. Ultimate Wizard moet zich langs stenen, ladders en trappen bewegen. Als de sleutel is gevonden en deze in het slot wordt gestoken is het level ten einde. Het spel kan tot maximaal zes spelers gespeeld worden. Het spel telt 100 levels.